# Amphiprion tricinctus
Espèce
Le Poisson-clown à trois raies (Amphiprion tricinctus) est une espèce de poissons osseux de la famille des pomacentridés. Il est présent en Micronésie, dans les récifs coralliens des îles Marshall et mesure jusqu'à 13 cm.
Le Poisson-clown à trois raies s'associe avec les anémones de mer Entacmaea quadricolor, Heteractis aurora, Heteractis crispa, et Stichodactyla mertensii.